# Wiktor Januszewski
Wiktor Francewicz Januszewski, ros. Виктор Францевич Янушевский (ur. 23 stycznia 1960 w Mińsku, Białoruska SRR, zm. 23 czerwca 1992 w Berlinie, Niemcy) – białoruski piłkarz, grający na pozycji obrońcy.

## Kariera piłkarska

### Kariera klubowa
Wychowanek Szkoły Sportowej Dynama Mińsk. Pierwszy trener Wiaczesław Awtuszko. W 1977 rozpoczął karierę piłkarską w Dynamie Mińsk, w którym występował przez 12 lat. Kiedy w 1988 klub zdecydował się na odmłodzenie składu, był zmuszony odejść do CSKA Moskwa. W lutym 1991 wyjechał do Anglii, gdzie przez 3 miesiące bronił barw czwartoligowego Aldershot F.C. W czerwcu 1991 powrócił do CSKA Moskwa, rozegrał 8 meczów i w końcu sierpnia ponownie wyjechał za granicę, tym razem, do Niemiec. Tam podpisał 2-letni kontrakt z trzecioligowym klubem Tennis Borussia Berlin.
23 czerwca 1992 zmarł w Berlinie. Istnieją różne wersje jak o przyczynie śmierci, tak i miejscu śmierci: według niektórych źródeł - zmarł z powodu niewydolności serca (jest to napisane na świadectwie zgonu) podczas treningu na boisku, a według innych źródeł - powiesił się w hotelu.

### Kariera reprezentacyjna
Do 1978 bronił barw juniorskiej reprezentacji ZSRR. W 1979 występował w młodzieżowej reprezentacji ZSRR na Mistrzostwach świata U-20. W latach 1983–1984 rozegrał 4 mecze w olimpijskiej reprezentacji ZSRR. 28 marca 1984 debiutował w narodowej reprezentacji ZSRR w meczu towarzyskim z RFN. Ogółem rozegrał 2 mecze.

## Sukcesy i odznaczenia

### Sukcesy piłkarskie
reprezentacja ZSRR
- mistrz Europy U-18: 1978
- wicemistrz świata U-20: 1979

Dynama Mińsk
- wicemistrz ZSRR: 1982
- brązowy medalista Mistrzostw ZSRR: 1983
- brązowy medalista Pierwoj ligi ZSRR: 1978
- finalista Pucharu ZSRR: 1987

CSKA Moskwa
- mistrz ZSRR: 1991
- wicemistrz ZSRR: 1990
- wicemistrz Pierwoj ligi ZSRR: 1989
- zdobywca Pucharu ZSRR: 1991

### Sukcesy indywidualne
- 2-krotnie wybrany do listy 33 najlepszych piłkarzy ZSRR: Nr 3 (1980, 1982)

### Odznaczenia
- tytuł Mistrza Sportu: 1979